# Прво заседање АВНОЈ-а
Прво заседање Антифашистичког већа народног ослобођења Југославије одржано је у Бихаћу 26. и 27. новембра 1942. године. На овом заседању је уједно и основано Антифашистичко веће народног ослобођења Југославије (АВНОЈ).
На Првом заседању скупштина делегата КПЈ, којој је од 78 делегираних представника присуствовало само 54 делегата због тешких ратних прилика, донела је „Резолуцију о оснивању АВНОЈ-а“ и „Резолуцију о организацији АВНОЈ-а“. Новоосновано тело је означено као општенационално и општепартијско политичко представништво Народноослободилачке борбе у Југославији, која се ослања на народноослободилачке одборе и масовне антифашистичке организације, партијске и ванпартијске. Оно није било конституисано као врховни орган државне власти, али су његова организација и делатност показивали да оно има одлике представничког органа са ознакама највишег органа власти.
Као главно тело АВНОЈ-а утемељен је Извршни одбор, у који су изабрани: за председника др Иван Рибар, за потпредседнике др Павле Савић, Нурија Поздерац и Едвард Кардељ, а накнадно је кооптиран и Едвард Коцбек, а за чланове Миле Перуничић, Иван Милутиновић, др Сима Милошевић, поп Влада Зечевић, Младен Ивековић и Веселин Маслеша. Извршни одбор АВНОЈ-а имао је председника, четири потпредседника и шест чланова. 
Извршни одбор АВНОЈ-а (који је имао одсек за привредно – финансијске, просветне, унутрашње послове, здравствени, социјални, пропагандни и верски одсек) координирао је рад Народноослободилачких одбора (НОО), разграничавао рад војнопозадинских и цивилних органа власти, бринуо се о снабдевању војске НОП и становништва, радио на обнови и оживљавању привреде, оснивао школе и народне универзитете, борио се против неписмености, регулисао питање напуштене земље, решавао питања здравља и социјалног старања, расписивао зајам итд. 
АВНОЈ је дао иницијативу за стварање земаљских антифашистичких већа и обласних Народноослободилачких одбора, чиме је значајно допринео повезивању Народноослободилачких одбора у јединствен систем власти.